# Lovely (album)
LOVELY är Max Lorentz första soloalbum från 1994 utgivet på Alpha Records.
Musiker på skivan är bland andra Klas Anderhell, Nalle Påhlsson, Mikael Hujanen, Sanne Salomonsen, Mats Ronander, Mikael Rickfors och Johan Walin.

## Låtlista
1. "Come On, Girls!"
2. "Road Back Home"
3. "Before I'm Falling In Love Again"
4. "Speed Of Light"
5. "Before It Gets Too Late"
6. "Time Is On Your Side"
7. "The Sad Way Out"
8. "You Are Through"
9. "Street Of Illusions"
10. "Lifetime Of Joy"
11. "Hush Hush and Goodbye"
12. "The Valley of the Human Beings (bonus track)"